# Boiga pulverulenta
Boiga pulverulenta este o specie de șerpi din genul Boiga, familia Colubridae, descrisă de Fischer 1856. Conform Catalogue of Life specia Boiga pulverulenta nu are subspecii cunoscute.